# 한국발전기술
한국발전기술(韓國發電技術, Korea Engineering & Power Service Co. Ltd., KEPS)는 발전설비 운영 및 정비를 업종으로하는 대한민국의 기업이다. 서울시 영등포구 여의대로 24 전경련회관 34층(여의도)에 위치하고 있다.

## 연혁
- 2011년 2월: 한국발전기술주식회사 설립